# Vince Vader
Vicente Martin Mastrocola, mais conhecido como Vince Vader, é professor da  Pontifícia Universidade Católica de São Paulo (PUC-SP), onde leciona as disciplinas de “Projeto Lúdico” e “Controle de Qualidade em Games” na graduação de Jogos Digitais . Na Link School of Business, é professor de "Design de Experiência do Usuário" . Já na Escola Superior de Propaganda e Marketing (ESPM) leciona as disciplinas de “Projeto de Game Design” e "User Experience & User Interface", para as graduações de Sistemas de Informação e Cinema e Audiovisual . 
É publicitário, graduado (2000) e pós-graduado (2007) em Publicidade e Propaganda pela ESPM, instituição por meio da qual também adquiriu o título de mestre  (2011) e doutor  (2017) em Comunicação e Práticas de Consumo. Cursou doutorado sanduíche na Fakulta Masmédií da Paneurópska Vysoká Skola na cidade de Bratislava (Eslováquia) no ano de 2016 - entre 2017 e 2018 fez sua pesquisa
de pós-doutorado com o tema "Advergames" na mesma instituição eslovaca. Atualmente, desenvolve seu segundo pós-doutorado na PUC-SP sobre o tema "bens digitais no ecossistema gamer".
Trabalha com projetos digitais e criação de games desde 1998 e já realizou trabalhos por meio de agências de publicidade para marcas como: Google, Danone, Intel, Ford, Itaú, Vivo e McDonalds. 
Nos últimos anos, escreveu diversos textos sobre game design para a mídia especializada e teve artigos publicados nas coletâneas “Mapping the Digital - Cultures and Territories of Play”  e “Levelling Up - The Cultural Impact of Contemporary Videogames” , ambas publicadas pela Inter-Disciplinary Press de Oxford (Reino Unido).Publicou, pela Cengage Learning, os livros "Game Design: modelos de negócio e processos criativos"  e "Game Cultura: comunicação, entretenimento e educação" . Paralelamente à produção acadêmica, lançou card games, board games, advergames para internet, games para PC e jogos para plataforma mobile. É autor da versão "Vikings" e da versão "Game of Thrones" do clássico game de tabuleiro War e conteudista da versão 2019 do jogo Master (todos os títulos publicados pela Grow Jogos). Também atua como consultor de conteúdo para a COPAG do Brasil.
Vince dedica sua vida pessoal e profissional aos jogos.